# شهردار جهنم
شهردار جهنم (انگلیسی: The Mayor of Hell) فیلمی در ژانر جنایی، درام و رمانتیک به کارگردانی آرچی مایو و مایکل کورتیز است که در سال ۱۹۳۳ منتشر شد.

## بازیگران
- جیمز کاگنی
- آرتور بایرون
- آلن جنکینس
- آلن هاسکینز
- دورتی پیترسون
- جورج پت کالینز
- مج اوانز
- دوروثیا والبرت
- دادلی دیگز
- فرانکی دارو
- شیلا تری
- رابرت بَرِت
- هارولد هیوبر
- ادوین مکسول
- آدریان موریس